# Синдром кажущегося избытка минералокортикоидов
Синдром кажущегося избытка минералокортикоидов - редкое расстройство, вызываемое мутацией гена HSD11B2 и проявляющееся в гипертензии и гипокалиемии. 
Кодируемый данным геном фермент 11β-HSD-2 преобразует стероид кортизол в менее активный кортизон. Кортизол является сильным активатором почечных минералокортикоидных рецепторов, в десять раз превосходя в этом отношении альдостерон. Постоянная «деактивация» кортизола, происходящая в почках у носителей нормального гена HSD11B2, при мутациях становится невозможной, что приводит к симптомам, внешне напоминающим избыточное действие альдостерона и других минералокортикоидов.
Заболевание обычно начинается в детском возрасте. Отмечается повышенное давление, гипокалиемия, пониженные уровни ренина и альдостерона. Яркий признак синдрома - выраженный избыток метаболитов кортизола по сравнению с метаболитами кортизона в моче пациентов.